# Juan Galindo
Juan Galindo (1802 - 1839) fue un militar, explorador, antropólogo, y arqueólogo quien sirvió como oficial en el ejército aliado protector de la ley de Centroamérica. Su nombre original era John Gallagher, su padre fue gobernador de Costa Rica, tenía ascendencia irlandesa (además de española). Se le considera uno de los incursores sobre el estudio de la cultura maya.   

## Biografía
Se desconoce muchos datos de su niñez aunque se sabe que nació en el Reino de Irlanda alrededor de 1802 en el seno de una familia católica. Su padre, Philemon Gallegher era un británico de ascendencia irlandesa y española, y su madre, Catherine Gough, era originaria de Irlanda. El primer registro claro de su carrera temprana ocurrió en 1827 cuando trabajó como secretario y traductor del cónsul británico en Guatemala.  Para 1828 era el superintendente de mejoras en el puerto de Iztapa, así como un mayor en un batallón de Honduras. Galindo o Gallagher, participó en la guerra de independencia contra el gobierno colonial español, dirigió el asalto a la Fortaleza de San Fernando en Omoa, última plaza realista en América Central.   
Este se naturalizó guatemalteco en 1829, se unió al ejército de la Federación Centroamericana, bajo mando de Francisco Morazán en 1830 después de que este tomase el poder como presidente de la República Federal de Centroamérica. Posteriormente trabajó para el gobierno centroamericano. Entre sus tareas se encuentran el haber sido nombrado en 1831 gobernador de Petén (hoy Guatemala) y de haber realizado diversas misiones diplomáticas cómo embajador de Centroamérica en La Habana Cuba, aún bajo gobierno español, y en los Estados Unidos. Realizó asimismo varios escritos sobre la topografía y geografía de los lugares que visitó.  

### Estudios Mayas
Juan Galindo también protagonizó varias expediciones a la selva centroamericana para estudiar de forma exhaustiva las ruinas mayas de la región, entre las que se encuentran las de Palenque en octubre de 1831 y publicar sus resultados en Londres, y en 1834 de Copán. El mismo Galindo fue el primero en apreciar el parecido físico existente entre los pueblos mayas de América Central y las personas que aparecen representadas en las estatuas y murales de estas ciudades abandonadas, proponiendo por primera vez que los templos y demás edificios abandonados a la selva habían sido construidos por los antepasados de los propios mayas y no (como hasta entonces se creía) por algún pueblo extranjero, como los polinesios, los antiguos egipcios o las tribus perdidas de Israel.
Al estallar la guerra civil en las Provincias Unidas, Juan Galindo apoyó el gobierno unionista de Francisco Morazán Quesada y se enroló en el Ejército Aliado Protector de la Ley de Centroamérica. Galindo participó en múltiples batallas. En el apaciguamiento de Olancho lo encontramos con el rango de Teniente coronel, subjefe del Estado Mayor de Morazán. 
En 1839, Galindo escribe desde el Río Motagua, a la American Antiquarian Society, en la que describe detalladamente unos obeliscos que descubre siguiendo el cauce del río. En el mismo año, la Société de Geographié de Paris le entregó un segundo premio de plata a Galindo, por sus descubrimientos, a pesar de lo difícil de enviar muestras hacia Europa. Lástimosamente dicho premio no lo recibiría, ya que Galindo falleció en combate en las calles de Tegucigalpa ante el ejército nicaragüense que trataba de tomar la ciudad.